# The Lion King (soundtrack uit 2019)
The Lion King: Original Motion Picture Soundtrack is de originele soundtrack van de film The Lion King uit 2019, een fotorealistische computeranimatie-remake van de gelijknamige animatiefilm uit 1994. Het album bevat de originele filmmuziek gecomponeerd door Hans Zimmer, de componist van de originele film uit 1994 en liedjes die het meest geschreven zijn door Elton John en Tim Rice, de schrijvers van de eveneens originele film uit 1994. Het album werd als muziekdownload vrijgegeven op 11 juli 2019 en verscheen op compact disc op 19 juli 2019 door Walt Disney Records. Het nummer "Spirit" van Beyoncé werd al op single uitgebracht op 10 juli 2019. Het nummer "Never Too Late" van Elton John dient als muziek voor de aftiteling van de film.

## Nummers
| Nr. | Titel                             | Artiest(en)                                           | Schrijver(s)                                                     | Duur  |
| --- | --------------------------------- | ----------------------------------------------------- | ---------------------------------------------------------------- | ----- |
| 1   | Circle of Life / Nants' Ingonyama | Lindiwe Mkhize & Lebo M                               | Elton John, Tim Rice & Hans Zimmer                               | 4:01  |
| 2   | Life's Not Fair                   |                                                       | Hans Zimmer                                                      | 1:43  |
| 3   | Rafiki's Fireflies                |                                                       | Hans Zimmer                                                      | 1:52  |
| 4   | I Just Can't Wait to Be King      | JD McCrary, Shahadi Wright Joseph & John Oliver       | Elton John & Tim Rice                                            | 3:22  |
| 5   | Elephant Graveyard                |                                                       | Hans Zimmer                                                      | 6:38  |
| 6   | Be Prepared (2019 version)        | Chiwetel Ejiofor                                      | Elton John & Tim Rice                                            | 2:03  |
| 7   | Stampede                          |                                                       | Hans Zimmer                                                      | 7:46  |
| 8   | Scar Takes the Throne             |                                                       | Hans Zimmer                                                      | 2:50  |
| 9   | Hakuna Matata                     | Billy Eichner, Seth Rogen, JD McCrary & Donald Glover | Elton John & Tim Rice                                            | 4:11  |
| 10  | Simba is Alive!                   |                                                       | Hans Zimmer                                                      | 3:38  |
| 11  | The Lion Sleeps Tonight           | Billy Eichner & Seth Rogen                            | Luigi Creatore, Hugo Peretti, George David Weiss & Solomon Linda | 1:24  |
| 12  | Can You Feel the Love Tonight     | Beyoncé, Donald Glover, Billy Eichner & Seth Rogen    | Elton John & Tim Rice                                            | 3:02  |
| 13  | Reflections of Mufasa             |                                                       | Hans Zimmer                                                      | 5:09  |
| 14  | Spirit                            | Beyoncé                                               | ILYA, Labrinth & Beyoncé                                         | 4:37  |
| 15  | Battle for Pride Rock             |                                                       | Hans Zimmer                                                      | 11:01 |
| 16  | Remember                          |                                                       | Hans Zimmer                                                      | 3:09  |
| 17  | Never Too Late                    | Elton John                                            | Elton John & Tim Rice                                            | 4:09  |
| 18  | He Lives in You                   | Lebo M                                                | Mark Mancina, Jay Rifkin & Lebo M                                | 5:05  |
| 19  | Mbube                             | Lebo M                                                | Solomon Linda                                                    | 1:56  |

## Musici
Muzikanten bij de filmmuziek waren onder andere:
- Sheila E. - Drums
- Pedro Eustache - Houtblazers
- Tina Guo - Cello
- Richard Harvey - Houtblazers
- Heitor Pereira - kalimba
- John Robinson - Drums

## Hitnoteringen

### NederlandseAlbum Top 100
| Hitnotering: 20-07-2019 t/m 05-10-2019 | Hitnotering: 20-07-2019 t/m 05-10-2019 | Hitnotering: 20-07-2019 t/m 05-10-2019 | Hitnotering: 20-07-2019 t/m 05-10-2019 | Hitnotering: 20-07-2019 t/m 05-10-2019 | Hitnotering: 20-07-2019 t/m 05-10-2019 | Hitnotering: 20-07-2019 t/m 05-10-2019 | Hitnotering: 20-07-2019 t/m 05-10-2019 | Hitnotering: 20-07-2019 t/m 05-10-2019 | Hitnotering: 20-07-2019 t/m 05-10-2019 | Hitnotering: 20-07-2019 t/m 05-10-2019 | Hitnotering: 20-07-2019 t/m 05-10-2019 | Hitnotering: 20-07-2019 t/m 05-10-2019 | Hitnotering: 20-07-2019 t/m 05-10-2019 |
| Week:                                  | 1                                      | 2                                      | 3                                      | 4                                      | 5                                      | 6                                      | 7                                      | 8                                      | 9                                      | 10                                     | 11                                     | 12                                     |                                        |
| -------------------------------------- | -------------------------------------- | -------------------------------------- | -------------------------------------- | -------------------------------------- | -------------------------------------- | -------------------------------------- | -------------------------------------- | -------------------------------------- | -------------------------------------- | -------------------------------------- | -------------------------------------- | -------------------------------------- | -------------------------------------- |
| Positie:                               | 14                                     | 10                                     | 13                                     | 15                                     | 17                                     | 20                                     | 30                                     | 45                                     | 69                                     | 70                                     | 87                                     | 97                                     | uit                                    |

### VlaamseUltratop 200 Albums
| Hitnotering: (Week 1 t/m 22) 20-07-2019 t/m 14-12-2019 Hitnotering: (Week 23 t/m 24) 28-12-2019 t/m 04-01-2020 Hitnotering: (Week 25) 25-01-2020 Hitnotering: (Week 26) 23-05-2020 Hitnotering: (Week 27) 20-06-2020 Hitnotering: (Week 28) 15-08-2020 | Hitnotering: (Week 1 t/m 22) 20-07-2019 t/m 14-12-2019 Hitnotering: (Week 23 t/m 24) 28-12-2019 t/m 04-01-2020 Hitnotering: (Week 25) 25-01-2020 Hitnotering: (Week 26) 23-05-2020 Hitnotering: (Week 27) 20-06-2020 Hitnotering: (Week 28) 15-08-2020 | Hitnotering: (Week 1 t/m 22) 20-07-2019 t/m 14-12-2019 Hitnotering: (Week 23 t/m 24) 28-12-2019 t/m 04-01-2020 Hitnotering: (Week 25) 25-01-2020 Hitnotering: (Week 26) 23-05-2020 Hitnotering: (Week 27) 20-06-2020 Hitnotering: (Week 28) 15-08-2020 | Hitnotering: (Week 1 t/m 22) 20-07-2019 t/m 14-12-2019 Hitnotering: (Week 23 t/m 24) 28-12-2019 t/m 04-01-2020 Hitnotering: (Week 25) 25-01-2020 Hitnotering: (Week 26) 23-05-2020 Hitnotering: (Week 27) 20-06-2020 Hitnotering: (Week 28) 15-08-2020 | Hitnotering: (Week 1 t/m 22) 20-07-2019 t/m 14-12-2019 Hitnotering: (Week 23 t/m 24) 28-12-2019 t/m 04-01-2020 Hitnotering: (Week 25) 25-01-2020 Hitnotering: (Week 26) 23-05-2020 Hitnotering: (Week 27) 20-06-2020 Hitnotering: (Week 28) 15-08-2020 | Hitnotering: (Week 1 t/m 22) 20-07-2019 t/m 14-12-2019 Hitnotering: (Week 23 t/m 24) 28-12-2019 t/m 04-01-2020 Hitnotering: (Week 25) 25-01-2020 Hitnotering: (Week 26) 23-05-2020 Hitnotering: (Week 27) 20-06-2020 Hitnotering: (Week 28) 15-08-2020 | Hitnotering: (Week 1 t/m 22) 20-07-2019 t/m 14-12-2019 Hitnotering: (Week 23 t/m 24) 28-12-2019 t/m 04-01-2020 Hitnotering: (Week 25) 25-01-2020 Hitnotering: (Week 26) 23-05-2020 Hitnotering: (Week 27) 20-06-2020 Hitnotering: (Week 28) 15-08-2020 | Hitnotering: (Week 1 t/m 22) 20-07-2019 t/m 14-12-2019 Hitnotering: (Week 23 t/m 24) 28-12-2019 t/m 04-01-2020 Hitnotering: (Week 25) 25-01-2020 Hitnotering: (Week 26) 23-05-2020 Hitnotering: (Week 27) 20-06-2020 Hitnotering: (Week 28) 15-08-2020 | Hitnotering: (Week 1 t/m 22) 20-07-2019 t/m 14-12-2019 Hitnotering: (Week 23 t/m 24) 28-12-2019 t/m 04-01-2020 Hitnotering: (Week 25) 25-01-2020 Hitnotering: (Week 26) 23-05-2020 Hitnotering: (Week 27) 20-06-2020 Hitnotering: (Week 28) 15-08-2020 | Hitnotering: (Week 1 t/m 22) 20-07-2019 t/m 14-12-2019 Hitnotering: (Week 23 t/m 24) 28-12-2019 t/m 04-01-2020 Hitnotering: (Week 25) 25-01-2020 Hitnotering: (Week 26) 23-05-2020 Hitnotering: (Week 27) 20-06-2020 Hitnotering: (Week 28) 15-08-2020 | Hitnotering: (Week 1 t/m 22) 20-07-2019 t/m 14-12-2019 Hitnotering: (Week 23 t/m 24) 28-12-2019 t/m 04-01-2020 Hitnotering: (Week 25) 25-01-2020 Hitnotering: (Week 26) 23-05-2020 Hitnotering: (Week 27) 20-06-2020 Hitnotering: (Week 28) 15-08-2020 | Hitnotering: (Week 1 t/m 22) 20-07-2019 t/m 14-12-2019 Hitnotering: (Week 23 t/m 24) 28-12-2019 t/m 04-01-2020 Hitnotering: (Week 25) 25-01-2020 Hitnotering: (Week 26) 23-05-2020 Hitnotering: (Week 27) 20-06-2020 Hitnotering: (Week 28) 15-08-2020 | Hitnotering: (Week 1 t/m 22) 20-07-2019 t/m 14-12-2019 Hitnotering: (Week 23 t/m 24) 28-12-2019 t/m 04-01-2020 Hitnotering: (Week 25) 25-01-2020 Hitnotering: (Week 26) 23-05-2020 Hitnotering: (Week 27) 20-06-2020 Hitnotering: (Week 28) 15-08-2020 | Hitnotering: (Week 1 t/m 22) 20-07-2019 t/m 14-12-2019 Hitnotering: (Week 23 t/m 24) 28-12-2019 t/m 04-01-2020 Hitnotering: (Week 25) 25-01-2020 Hitnotering: (Week 26) 23-05-2020 Hitnotering: (Week 27) 20-06-2020 Hitnotering: (Week 28) 15-08-2020 | Hitnotering: (Week 1 t/m 22) 20-07-2019 t/m 14-12-2019 Hitnotering: (Week 23 t/m 24) 28-12-2019 t/m 04-01-2020 Hitnotering: (Week 25) 25-01-2020 Hitnotering: (Week 26) 23-05-2020 Hitnotering: (Week 27) 20-06-2020 Hitnotering: (Week 28) 15-08-2020 | Hitnotering: (Week 1 t/m 22) 20-07-2019 t/m 14-12-2019 Hitnotering: (Week 23 t/m 24) 28-12-2019 t/m 04-01-2020 Hitnotering: (Week 25) 25-01-2020 Hitnotering: (Week 26) 23-05-2020 Hitnotering: (Week 27) 20-06-2020 Hitnotering: (Week 28) 15-08-2020 | Hitnotering: (Week 1 t/m 22) 20-07-2019 t/m 14-12-2019 Hitnotering: (Week 23 t/m 24) 28-12-2019 t/m 04-01-2020 Hitnotering: (Week 25) 25-01-2020 Hitnotering: (Week 26) 23-05-2020 Hitnotering: (Week 27) 20-06-2020 Hitnotering: (Week 28) 15-08-2020 | Hitnotering: (Week 1 t/m 22) 20-07-2019 t/m 14-12-2019 Hitnotering: (Week 23 t/m 24) 28-12-2019 t/m 04-01-2020 Hitnotering: (Week 25) 25-01-2020 Hitnotering: (Week 26) 23-05-2020 Hitnotering: (Week 27) 20-06-2020 Hitnotering: (Week 28) 15-08-2020 | Hitnotering: (Week 1 t/m 22) 20-07-2019 t/m 14-12-2019 Hitnotering: (Week 23 t/m 24) 28-12-2019 t/m 04-01-2020 Hitnotering: (Week 25) 25-01-2020 Hitnotering: (Week 26) 23-05-2020 Hitnotering: (Week 27) 20-06-2020 Hitnotering: (Week 28) 15-08-2020 | Hitnotering: (Week 1 t/m 22) 20-07-2019 t/m 14-12-2019 Hitnotering: (Week 23 t/m 24) 28-12-2019 t/m 04-01-2020 Hitnotering: (Week 25) 25-01-2020 Hitnotering: (Week 26) 23-05-2020 Hitnotering: (Week 27) 20-06-2020 Hitnotering: (Week 28) 15-08-2020 | Hitnotering: (Week 1 t/m 22) 20-07-2019 t/m 14-12-2019 Hitnotering: (Week 23 t/m 24) 28-12-2019 t/m 04-01-2020 Hitnotering: (Week 25) 25-01-2020 Hitnotering: (Week 26) 23-05-2020 Hitnotering: (Week 27) 20-06-2020 Hitnotering: (Week 28) 15-08-2020 |
| Week: | 1 | 2 | 3 | 4 | 5 | 6 | 7 | 8 | 9 | 10 | 11 | 12 | 13 | 14 | 15 | 16 | 17 | 18 | 19 | 20 |
| --- | --- | --- | --- | --- | --- | --- | --- | --- | --- | --- | --- | --- | --- | --- | --- | --- | --- | --- | --- | --- |
| Positie: | 14 | 7 | 7 | 9 | 11 | 11 | 16 | 26 | 33 | 43 | 52 | 64 | 59 | 120 | 108 | 110 | 96 | 118 | 99 | 115 |
| Week: | 21 | 22 | | 23 | 24 | | 25 | | 26 | | 27 | | 28 | | | | | | | |
| Positie: | 114 | 170 | uit | 173 | 145 | uit | 180 | uit | 198 | uit | 185 | uit | 194 | uit | | | | | | |

## Prijzen en nominaties
| Jaar | Prijs                 | Categorie                                    | Genomineerde(n)                                      | Uitslag     |
| ---- | --------------------- | -------------------------------------------- | ---------------------------------------------------- | ----------- |
| 2020 | Critics' Choice Award | Beste filmsong                               | Beyoncé Knowles, Timothy McKenzie & Ilya Salmanzadeh | Genomineerd |
| 2020 | Golden Globe          | Beste filmsong                               | Beyoncé Knowles, Timothy McKenzie & Ilya Salmanzadeh | Genomineerd |
| 2020 | Grammy Award          | Best Pop Performance                         | Beyoncé Knowles, Timothy McKenzie & Ilya Salmanzadeh | Genomineerd |
| 2020 | Grammy Award          | Best Compilation Soundtrack for Visual Media | Hans Zimmer & Jon Favreau                            | Genomineerd |
| 2020 | Grammy Award          | Best Score Soundtrack for Visual Media       | Hans Zimmer                                          | Genomineerd |
| 2020 | Grammy Award          | Best Song Written for Visual Media           | Beyoncé Knowles, Timothy McKenzie & Ilya Salmanzadeh | Genomineerd |
| 2020 | Satellite Award       | Beste filmsong                               | Beyoncé Knowles, Timothy McKenzie & Ilya Salmanzadeh | Genomineerd |